# メンズキッチン
『メンズキッチン』（Men's KITCHEN）は、ベストセラーズが発行している料理雑誌である。2009年10月に発刊。同年12月に第２号、2010年2月に第３号が発売された。略称は「メンキチ」。
誌名にもあらわれている通り、各企画や掲載されるレシピは、男性のライフスタイルに沿ったものが多い。

## おもな連載
- 東京カリ～番長
- 石原壮一郎
- comete
- 平山あや
- 藤岡弘、
- 有坂翔太
- NISSAN あ、安部礼司～BEYOND THE AVERAGE

| スタブアイコン | サブスタブ | この項目は、まだ閲覧者の調べものの参照としては役立たない、書籍に関連した書きかけの項目です。この項目を加筆・訂正などしてくださる協力者を求めています（P:書物/PJ:出版）。項目が文学作品の場合は{Lit-substub}を貼り付けてください。 |